# Jaycee Chan
Pour les articles homonymes, voir Chan.
Jaycee Chan est un acteur et chanteur hong kongais-américain, également nommé Fong Jo Ming. Il est né le 3 décembre 1982 à Los Angeles. Ses parents sont l'acteur hongkongais Jackie Chan et l'actrice taïwanaise Joan Lin Feng-Jiao.

## Biographie
Jaycee Chan grandit aux États-Unis et part à Hong Kong en 2003 pour commencer une carrière d'artiste dans la musique et le cinéma.
En 2014, il est arrêté par la police de Pékin pour achat de drogue en compagnie de l'acteur taïwanais Kai Ko

## Filmographie
- 2004 : Twins Effect II (千機變II: 花都大戰)
- 2005 : 2 Young (早熟)
- 2007 : Invisible Target
- 2007 : The Drummer
- 2009 : Mulan, la guerrière légendaire
- 2010 : The First Dream
- 2016 : Railroad Tigers